# TCDD-Baureihe HT80000
Die TCDD-Baureihe HT80000 ist eine Baureihe von achtteiligen Hochgeschwindigkeitszügen der türkischen Staatsbahnen (TCDD). Der Hersteller Siemens, auf dessen Velaro-Plattform der Triebzug beruht, bezeichnet ihn als Velaro TR (TR für Türkei).

## Geschichte
Im Juni 2013 wurde bekannt, dass Siemens einen Auftrag über sieben Hochgeschwindigkeitszüge von der Türkischen Staatsbahn erhalten hatte. Der Auftragswert liegt bei rund 285 Millionen Euro. Der Auftrag umfasst eine bis zu siebenjährige Instandhaltung (einschließlich Ersatzteilen) sowie die Lieferung eines Fahrsimulators. Die achtteiligen Triebzüge verkehren auf den Hochgeschwindigkeitsstrecken Ankara–Istanbul und Ankara–Konya. Die Bestellung gliederte sich in sechs Reisezüge und einen Messzug. Während die Reisezüge ab 2015 ausgeliefert wurden, wurde als Messzug (HT80001) bereits Ende September 2013 ein ursprünglich für die Deutsche Bahn gefertigter Triebzug in die Türkei überführt.
Der erste Velaro TR wurde am 23. Mai 2015 von der TCDD in Betrieb genommen und verkehrt sechsmal täglich zwischen Ankara und Konya. Nach anderen Angaben begann die Auslieferung im Januar 2016.
Im April 2018 erfolgte ein Auftrag der TCDD über weitere zehn achtteilige Züge, die den bislang eingesetzten entsprechen. Dieser Auftrag wurde später auf zwölf Züge erweitert. Das Vertragsvolumen, das neben den Zügen auch drei Jahre Wartung, Reparatur und Reinigung umfasst, beläuft sich auf rund 340 Millionen Euro. Die Bestellung war bereits im Februar 2015 angekündigt worden, womit die Fertigung in Krefeld ohne Unterbrechung fortgesetzt worden wäre. Sie lag jedoch nach dem Einspruch eines Konkurrenten gegen die Vergabeentscheidung auf Eis. Der erste Triebzug der zweiten Bauserie (HT 80107) wurde im November 2019 ausgeliefert. Die Auslieferung wurde im Juni 2021 abgeschlossen.
Im Juli 2023 legten DB Systemtechnik und Siemens Mobility eine Studie vor, um einen der Züge für laufende Messungen der Infrastruktur umzubauen.

## Ausstattung

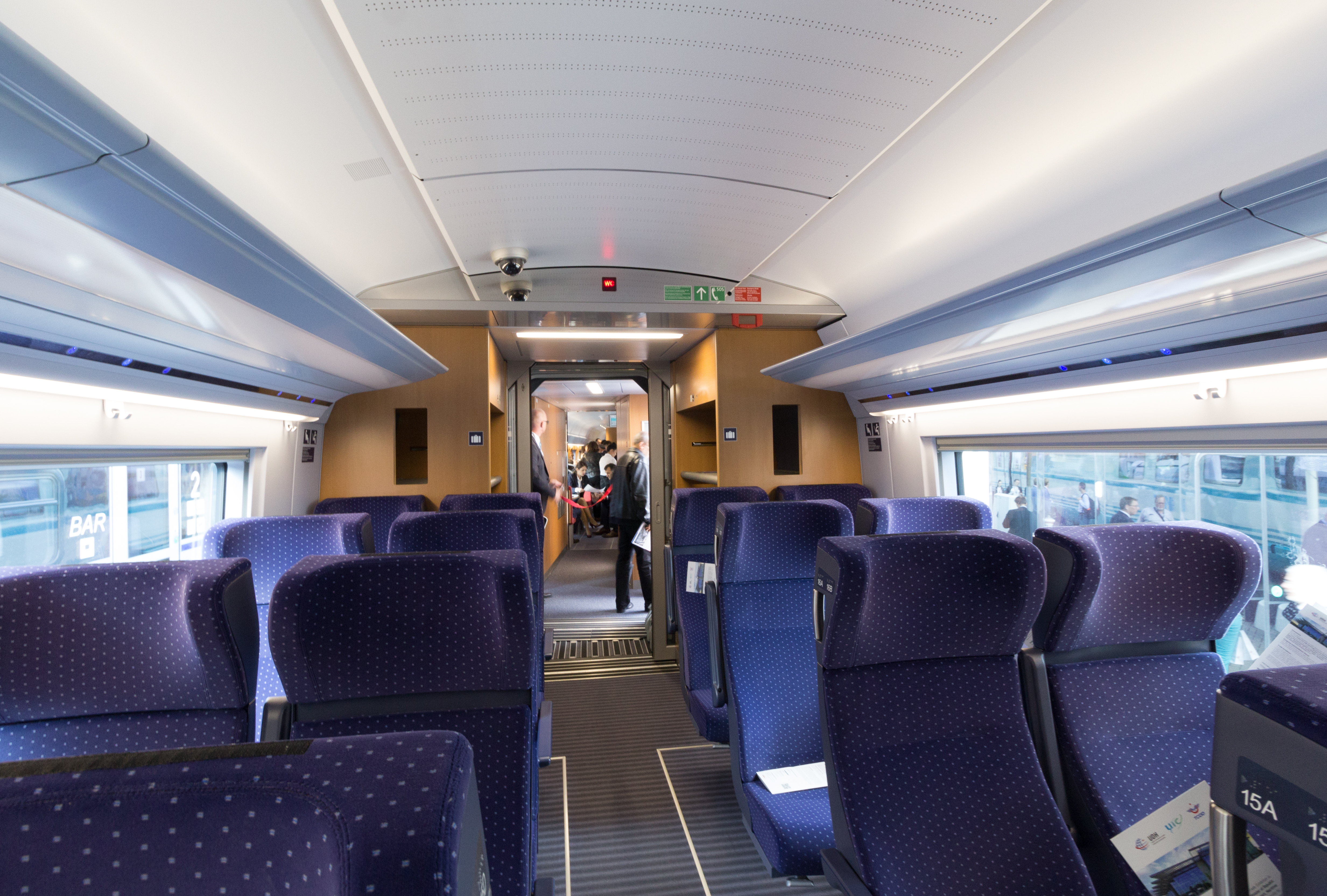
Economy Class des HT80000 auf der InnoTrans 2016

Die Triebzüge bieten bis zu 519 Passagieren Platz und verfügen über 426 Sitzplätze in der Economy Class, 45 Sitze in der First Class sowie drei Business-Class-Abteile mit je vier Sitzen.

## Zwischenfälle
Am 13. Dezember 2018 kollidierte beim Eisenbahnunfall von Marşandiz der mit 206 Fahrgästen besetzte, etwa 80 bis 90 km/h schnelle Triebzug HT80101 mit einer stehenden Lokomotive im Bahnhof Marşandiz in Ankara. Neun Menschen starben, 34 wurden schwer verletzt.